# Прудово (Лихославльский район)
Прудово — деревня в северо-восточной части Лихославльского района Тверской области России. Относится к Толмачевскому сельскому поселению, до 2005 года — административный центр Прудовского сельского округа. Деревня расположена в 60 километрах от железной дороги и районного центра.

## Население
| 1859 | 1887 | 1897 | 1997 | 2002 | 2010 |
| ---- | ---- | ---- | ---- | ---- | ---- |
| 587  | ↗687 | ↗747 | ↘301 | ↘232 | ↘212 |

## История
Деревни Прудово, Иваньково, Курганы, Заручевье, Ячменниково — это старинные поселения Трестенской волости Бежецкого уезда. В XVII веке эти земли стали местом переселения карел, так как к концу XVI века Бежецкий край представлял собой настоящую пустыню. Местность около Трестны оказалась совсем пустой: из 552 деревушек сохранились только 7. Нашествие татаро-монгольских племён, а затем и польско-литовских отрядов, княжеские междоусобные войны разоряли край. Обнищавшие крестьяне вынуждены бежать с насиженных мест.
По указу царя Алексея Михайловича /1662 г./, карелы-переселенцы были записаны на его имя и стали удельными крестьянами, затем при императоре Павле I попали в крепостную зависимость.
Деревня Прудово стала принадлежать Голенищевым-Кутузовым. В 1859 году владельческая карельская деревня Прудово, относящаяся к Заручьевскому приходу 1-го стана Бежецкого уезда, имела 82 двора, 587 человек /283 мужчины, 304 женщины/. В 1897 году население деревни составляло 747 человек, а в 1917 году 977 человек, из них 975 — карелы.
В деревне Прудово стояла часовня святого пророка Ильи, был большой барский пруд. Отсюда, видимо, и произошло название деревни — Прудово.
Крестьяне, бывшие помещичьи, надельные имели в 1887 году 1336 десятин земли. Надельная земля была разбита на 95 полос. В деревне были 2 мельницы, кузница, круподерня, мелочная лавка, кирпичный завод, маслозавод /производили льняное масло/, дегтярный завод. В сельце имелись бондари, плотники, сапожники, валяльщики. Крестьяне промышляли лесом, был ещё и заводик, где вырабатывали уголь.
Старожилы вспоминают, что деревня была до революции богатой, славилась плодородной землёй и богатыми женихами. Мать Василия Алексеевича Суслова вспоминала, что выходила она замуж не по дружбе, а по сватовству — жених-то был из богатых мест прудовских. Прудовские женихи в то время имели немалый перевес перед другими: они жили богаче, имели больше хороших земель, поэтому невесты чаще выбирали их.
История деревни помнит крупные пожары. В 1905 году пожар уничтожил почти всю деревню. Осталось только 3 дома в разных концах деревни. В 1918 году в Прудове опять выгорело 3 улицы.
Приход Советской власти в наших деревнях был встречен по-разному. В нашей Трестенской волости организация большевиков, созданная 13 октября 1918 года, объединяла 36 коммунистов и 17 сочувствующих. В условиях борьбы проходила коллективизация. Первая попытка организовать колхоз в Прудове была в 1929 году. Этот колхоз существовал недолго и вскоре распался. Затем было ещё несколько попыток и наконец в 1931 году образуется колхоз «Красное Прудово». Его первым председателем был Лотонов Михаил Михайлович. В 1938 году в Прудове появился первый трактор. В 1950 году маленькие колхозы, существовавшие в каждой деревне, объединились в большой колхоз им. Крупской, который был до 1965 года, до образования совхоза «Прудово».
Раскулачивание тоже коснулось нашего края. Особенно много семей раскулачили в деревне Прудово, так как здесь было больше зажиточных хозяйств: Нечаевы, Меньшаковы и другие. В деревне Прудово здания ДК, библиотеки, конторы, сельского Совета, бывшей столовой — это дома раскулаченных хозяев. Некоторые из раскулаченных семей, отбыв срок, вернулись на родину, большинство так и затерялись на чужбине.
Много горя принесла нашему народу и нашему краю Великая Отечественная война. По бывшему Прудовскому сельскому Совету ушло на фронт более 500 человек, а вернулись живыми только 156 человек. Из деревни Прудово ушло на фронт 111 человек, вернулись 29 человек, 82 человека погибло. Большая часть погибших были молодые ребята 20 — 25 лет.
До 1925 года Бежецкий уезд состоял из 30 волостей. В 1925 году волости были укрупнены, образовались 11 волостей. И вскоре мы отошли от Трестенской волости. Причиной, наверное, стало ещё и то, что нас с Тресной разделяет болото. По этому болоту дорога была сложена из брёвен…
В 1929 году деревня центр Прудовского сельсовета Толмачевского района Московской области, с 1935 по 1956 год сельсовет входит в Новокарельский район Калининской области.
В 1997 году — 101 хозяйство, 301 житель. Администрация сельского округа, центральная усадьба ТОО «Прудово» (бывший совхоз), клуб, библиотека, школа-восьмилетка, детсад, медпункт, отделение связи, магазин.